# Albert Wyckmans
Albert Wyckmans (12 de setembro de 1897 — 20 de junho de 1995) foi um ciclista de estrada belga. Wyckmans competiu nos Jogos Olímpicos de Verão de 1920 em Antuérpia, onde conquistou a medalha de bronze no contrarrelógio por equipes, junto com Albert De Bunné, Jean Janssens e André Vercruysse. Também participou na prova de estrada individual, terminando na vigésima terceira posição.